# Haddeboån

Haddeboån är en å i den sydöstra delen av Örebro län. Ån börjar i Hjärtasjön i den sydöstra delen av Hallsbergs kommun och rinner därefter via Östersjön i östlig riktning förbi byn Haddebo till samhället Hjortkvarn där den byter namn till Hjortkvarnsån och mynnar därefter i sjön Avern. Dess längd är c:a 15 km. Haddeboån-Hjortkvarnsån är en del av Motala ströms avrinningsområde. Ån rinner mestadels genom ett skogslandskap vilket ger ett humuspåverkat vatten som är brunaktigt till färgen.